# M/T Avanti (1945)
Avanti var ett tankmotorfartyg som sjösattes vid Öresundsvarvet i Landskrona den 7 november 1945. Beställare var Rederi AB Fraternitas i Göteborg.
Den 8 januari 1953 bröts Avanti itu i en orkan utanför Okinawa i Kinesiska sjön. Midskeppet sjönk snabbt, följt av förskeppet. De åtta man, varav sex svenskar, som befann sig på förskeppet omkom medan övriga 32 man, varav några befann sig på akterskeppet och några tagit sig till en livbåt, överlevde.